# Korthalsia celebica
Korthalsia celebica är en enhjärtbladig växtart som beskrevs av Odoardo Beccari. Korthalsia celebica ingår i släktet Korthalsia och familjen Arecaceae. Inga underarter finns listade i Catalogue of Life.